# Jōkō
Jōkō (jap. 常行, dt. etwa Alltagshandlung) ist eine Reihe von fünf Kata (stilisierten Kämpfen gegen imaginäre Gegner) in der Kampfkunst Karate. Die Kata wurden von Tetsuhiko Asai geschaffen, und bauen auf den Prinzipien der ebenfalls von ihm kreierten Junro-Kata auf.

## Zielsetzung
Wie bei den Junro-Kata ist das Ziel die Entwicklung spezifischer Bewegungsmuster, die in den Standard-Kata des Shōtōkan-Karate nicht so explizit geübt werden können. Diese Kata-Reihe ist als Fortsetzung der Junro-Kata konzipiert und als solche plante Asai sie ebenfalls in das Prüfungsprogramm beispielsweise seiner Organisation Nihon Karate Shōtō Remmei aufzunehmen, was jedoch nicht verwirklicht wurde.
Die Jōkō-Kata gehören somit zu den fortgeschrittenen Grundkata in der von Asai propagierten Strömung des Shōtōkan. Die vermittelten Konzepte gleichen im Kern denen der Junro-Kata, deren Umsetzung erfordert hingegen die Beherrschung der grundlegenden Formen.

## Die einzelnen Kata
Ein übergreifendes Merkmal dieser Kata-Reihe ist die Körperdrehung, die auf verschiedene Weise in den einzelnen Kata geübt wird. Am Ende der Kata wird, entgegen dem sonst im Shōtōkan üblichen Zurückziehen des vorderen Beines, üblicherweise das hintere Bein nach vorn gesetzt.

### Jōkō Issei (常行一勢)
Vergleichbar mit Junro Shodan liegt das Hauptaugenmerk in der Kontrolle des Abstands zum Gegner durch Schwerpunktverschiebungen und den damit verbundenen Stellungswechseln sowie einem häufigen Wechsel der Bewegungsrichtung (vorwärts, rückwärts, hakenschlagend).

### Jōkō Nisei (常行二勢)
Die Kata Jōkō Nisei übt den Einsatz von Techniken der offenen Hand. Dazu gehören neben selten geübte Techniken wie Kakutō (Kranichkopf), Keitō (Hahnenkamm) oder Seiryūtō (chin. Breitschwert) auch Teishō. Eine weitere Besonderheit ist der Mawashi-geri, der in keiner Standard-Kata des Shōtōkan vorkommt.

### Jōkō Sansei (常行三勢)
In der dritten Kata der Reihe werden Schlagtechniken in schneller Folge in Verbindung mit raschen Stellungswechseln geübt, was die Kata vergleichsweise dynamisch macht. Die Ausführungsrichtungen wechseln dabei stellenweise in Winkeln, die nicht dem sonst üblichen System eines Vielfachen von 45° entsprechen.

### Jōkō Yonsei (常行四勢)
Ähnlich der Junro Yondan liegt der Schwerpunkt auf den Körperdrehungen in verschiedene Richtungen, in dieser Kata kombiniert mit unterschiedlichen Techniken und Stellungen.

### Jōkō Gosei (常行五勢)
In der letzten Kata der Reihe werden Techniken aus den vorigen Kata kombiniert. Als Kernpunkt kann hier die Körperrotation betrachtet werden, was sich auch in den Sprungwechseln zeigt.